# Daniele Bresciano
Daniele Bresciano (Viareggio, 4 agosto 1959) è un velista italiano.
Ricordato per la sua partecipazione a diverse America's Cup, con "Il Moro di Venezia" e con "Luna Rossa" in qualità di grinder.